# Timo Bornemann
Timo Bornemann (* 1. Dezember 2000 in Ratingen) ist ein deutscher Fußballspieler. Der Stürmer steht beim Wuppertaler SV unter Vertrag.

## Karriere
Bornemann begann in seiner Geburtsstadt Ratingen beim Stadtteilklub ASV Tiefenbroich mit dem Vereinsfußball. Im benachbarten Düsseldorf war er in der Folge für die SG Unterrath aktiv, ehe er als B-Jugendlicher im Nachwuchsleistungszentrum der dort ansässigen Fortuna aufgenommen wurde. Für die U17 Düsseldorfs trat Bornemann in seiner zweiten Saison als mit Abstand bester Torschütze der Mannschaft in Erscheinung, seine Debütsaison in der A-Jugend verlief hingegen weniger zufriedenstellend. Nach einer Leistungssteigerung im zweiten U19-Jahr, unter anderem in Form von zwei „Doppelpacks“, erhielt der Offensivspieler unter Trainer Nicolas Michaty erste Spielminuten in der zweiten Herrenmannschaft, in welche er im Sommer 2019 fest aufrückte. 
Bis Ende Oktober spielte Düsseldorf II inkonstant und befand sich im Tabellenmittelfeld. Nach einem schweren Foul an einem Spieler des Gegners Wattenscheid 09 wurde Bornemann vom Platz gestellt, nachdem bereits sein Mitspieler Max Wegner Rot gesehen hatte, und wurde anschließend für vier Partien gesperrt. Die Saison fand im Anschluss an den 28. Spieltag in Folge der COVID-19-Pandemie ein verfrühtes Ende. Sowohl für die Fortuna wie auch für Bornemann begann die Spielzeit 2020/21 gut, in den ersten fünf Partien blieb man unbesiegt. Während die Sportfreunde Lotte beispielsweise mit 6:0 besiegt wurden, trug der Stürmer beim 4:0-Heimsieg gegen den VfB Homberg drei Tore bei. Ein Sehnenriss sowie eine Muskelverletzung setzten den mittlerweile 19-Jährigen aber mehrere Monate außer Gefecht, so dass dieser erst wieder im März 2021 spielen konnte. In den letzten 13 Ligaspielen gelang ihm mit Düsseldorf aber nur noch ein einziger Sieg, woraufhin man den im Vorfeld erarbeiteten Anschluss an das Spitzenfeld schließlich verlor. 
Der Ligakonkurrent Borussia Dortmund II stieg im Frühjahr 2021 als Meister in die 3. Liga auf und verlor vor Saisonbeginn beispielsweise den offensiven Flügelspieler Chris Führich, woraufhin Bornemann verpflichtet und mit einem Zweijahresvertrag ausgestattet wurde.
Anfang August 2023 wechselte er in die Regionalliga Nordost zu Energie Cottbus. Nach einer Leihe zum FC Wegberg-Beeck wechselte er im August 2024 zum Wuppertaler SV.

## Persönliches
Parallel zu seiner Laufbahn als Fußballspieler begann Bornemann nach Abschluss seiner Schulzeit ein Studium der Wirtschaftsinformatik.